# Pierre-de-Coubertin-Gymnasium
Das Staatliche Gymnasium Pierre-de-Coubertin ist eine Schule in Erfurt. Das Gymnasium ist Nachfolger der Kinder- und Jugendsportschule Fritz Noack. Die Schule ist eine anerkannte Eliteschule des Sports und auch eine Eliteschule des Fußballs.

## Geschichte
Vorgängerin des Gymnasiums war die 1956 gegründete Kinder- und Jugendsportschule. Der erste Standort war die Lutherschule in der Karlstraße, am südlichen Rand des Nordparks. 1977 erfolgte der Umzug in das neue Gebäude in der Mozartallee, nahe Steigerwaldstadion und Eissportzentrum Erfurt. Sie erhielt im selben Jahr den Namen Kinder-und Jugendsportschule Fritz Noack, nach dem Erfurter NS-Widerstandskämpfer und KPD-Funktionär Fritz Noack. Die Schüler gehörten dem SC Turbine Erfurt als kooperierendem Sportklub an.
1993 wurde die Schule in ein Gymnasium mit Schwerpunkt Sport umgewandelt und nach Pierre de Coubertin benannt. Heute trägt die Schule den Titel Spezialschule für Sport mit angegliederten Regelschulklassen.

## Aufnahmebedingungen
Der Wechsel auf das Gymnasium kann mit der Erfüllung der Übertrittsbedingungen für die Gymnasialstufe ab der 5. Klasse und der Bestätigung der erforderlichen sportlichen Leistung durch die jeweiligen Sportverbände beantragt werden. Für den Regelschulzweig ist ein Übertritt ab der 7. Klasse möglich. Eine Aufnahme erfolgt nur mit den an der Schule angebotenen Sportarten.

## Sportarten
An der Schule werden die Sportarten Radsport (Bahn und Straße), Leichtathletik, Schwimmen, Fußball, Handball, Volleyball, Eisschnelllauf, Eishockey, Eiskunstlauf, Tischtennis und Golf angeboten.

## Gebäude
Das Gymnasium verfügt über das Schulhaus, ein Internat mit 200 Betten und eine Sporthalle mit Mensa. Die Sporthalle ist mit einem Großfeld ausgestattet, das in drei Einzelfelder aufgeteilt werden kann, sowie mit versenkbaren Tribünen mit 600 Plätzen.

## Bekannte Schüler
- Marcel Kittel (* 1988), ehem. Radrennfahrer
- Gunda Niemann-Stirnemann (* 1966), ehem. Eisschnellläuferin
- Franziska Schenk (* 1974), Fernsehmoderatorin, Onlinejournalistin und ehem. Eisschnellläuferin
- Kristina Vogel (* 1990), ehem. Bahnradsportlerin
- Tony Martin (* 1985), ehem. Radrennfahrer
- Clemens Fritz (* 1980), ehem. Fußballspieler
- Sabine Völker (* 1973), ehem. Eisschnellläuferin
- Martin Putze (* 1985), ehem. Bobsportler
- René Enders (* 1987), ehem. Bahnradsportler
- Jonathan Hilbert (* 1995), Leichtathlet
- René Wolff (* 1978), ehem. Bahnradsportler
- Daniel Becke (* 1978), ehem. Bahnradsportler
- Patrick Beckert (* 1990), Eisschnellläufer
- Moritz Seider (* 2001), Eishockeyspieler
- Pauline Grabosch (* 1998), Bahnradsportlerin
- Rick Zabel (* 1993), ehem. Radsportler
- Kevin Möhwald (* 1993), Fußballspieler
- Dinah Eckerle (* 1995), ehem. Handballspielerin
- Linus Weber (* 1999), Volleyballspieler
- Eric Burggraf (* 1999), Volleyballspieler
- Stefan Lindemann (* 1980), ehem. Eiskunstläufer
- Benedikt Wallstein (* 2005), Leichtathlet
- Julian Reus (* 1988), ehem. Leichtathlet
- Julian Wagner (* 1998), Leichtathlet
- Stephanie Beckert (* 1988), ehem. Eisschnellläuferin
- Daniela Anschütz-Thoms (* 1974), ehem. Eisschnellläuferin
- Christian Hansmann (* 1977), ehem. Schwimmer
- Elisabeth Pähtz (* 1985), Schachspielerin
- Julia Großner (* 1988), ehem. Beachvolleyballspielerin
- uvm.